# Castellnou de Bassella (Castell)
Castellnou de Bassella és un castell del municipi de Bassella (Alt Urgell) declarat bé cultural d'interès nacional.

## Descripció
Només queden unes restes de murs que formen la base de cases més tardanes aixecades sobre d'ell. Les restes més significatives d'aquest castell són unes parets que formen cantonada, entre 1,3 i 3,3 m de llarg, fetes de carreus regulars i ben alineats.
Al fer-se el poble nou, Castellnou, a la ribera del riu Segre, s'abandonà el lloc i les pedres foren utilitzades per a fer marges i altres construccions, com la propera masia d'Ansamora. L'aparell dels murs és molt semblant a la veïna església preromànica de Sant Miquel d'Ansamora, la qual cosa fa que es pugui datar a inicis del segle x.

### Església
L'Església preromànica es troba en ruïnes, d'una sola nau, absis quadrat i arc de ferradura. Dues arcades a la part nord. En resten els murs Nord de la nau i de l'absis, l'arc de ferradura i una part del mur sud, amb finestra i un capitell, a l'oest. Les voltes estan esfondrades.

## Història
Castell termenat. Documentat el 1381. A través de l'estudi dels topònims, tot fa pensar que el castell de Castellnou de Bassella és el mateix que el d'Ansamora. El topònim "alçamora" apareix documentat l'any 1047 en la donació del castell de l'Aguda a la canònica de Santa Maria de la Seu. El 1076 hi ha un document on s'esmenta el Coll d'Alzamora per delimitar un terreny situat al terme de la Clua. I el 1078 tornem a trobar citat el coll d'Alçamora i el Castell d'Alçamora. Col·locant els topònims sobre el mapa es constata la proximitat entre ells i la masia anomenada Ansamora, cosa que fa pensar que el Castellnou de Bassella i el d'Alsamora són el mateix.